# Latitude de exposição
A latitude de exposição é a extensão em que um material sensível à luz pode ser superexposto ou subexposto e ainda assim alcançar um resultado aceitável. Esta medida é usada para processos digitais e analógicos, por exemplo, microlitografia óptica ou fotografia.

## Detalhes
No caso da microlitografia óptica, este valor descreve estatisticamente a resposta de um fotoresistor à radiação e define a janela do processo onde o processo fotolitográfico pode variar (por exemplo, quão bem ele compensa as não uniformidades espaciais da iluminação). No caso da fotografia, um caso artístico, a medição da latitude de exposição é, por definição, dependente tanto da estética pessoal quanto das intenções artísticas, algo subjetivo. Entretanto, as diferenças relativas entre as mídias geralmente são aceitas: o filme positivo tende a ter muito pouca latitude, enquanto o filme negativo colorido tem consideravelmente mais. Os sensores digitais variam.
Não deve ser confundido com alcance dinâmico, a faixa de intensidades de luz que um meio pode capturar simultaneamente. Uma mídia de gravação com maior faixa dinâmica será capaz de gravar mais detalhes nas áreas escuras e claras de uma imagem. A latitude depende da faixa de alcance dinâmico. Se a mesma cena puder ser gravada usando menos do que a faixa de brilho total disponível para o meio, a exposição pode ser alterada ao longo da faixa sem perder informações nas sombras ou realces. Maior latitude de exposição permite compensar os erros na exposição, mantendo a qualidade.